# Toporzysko (województwo kujawsko-pomorskie)

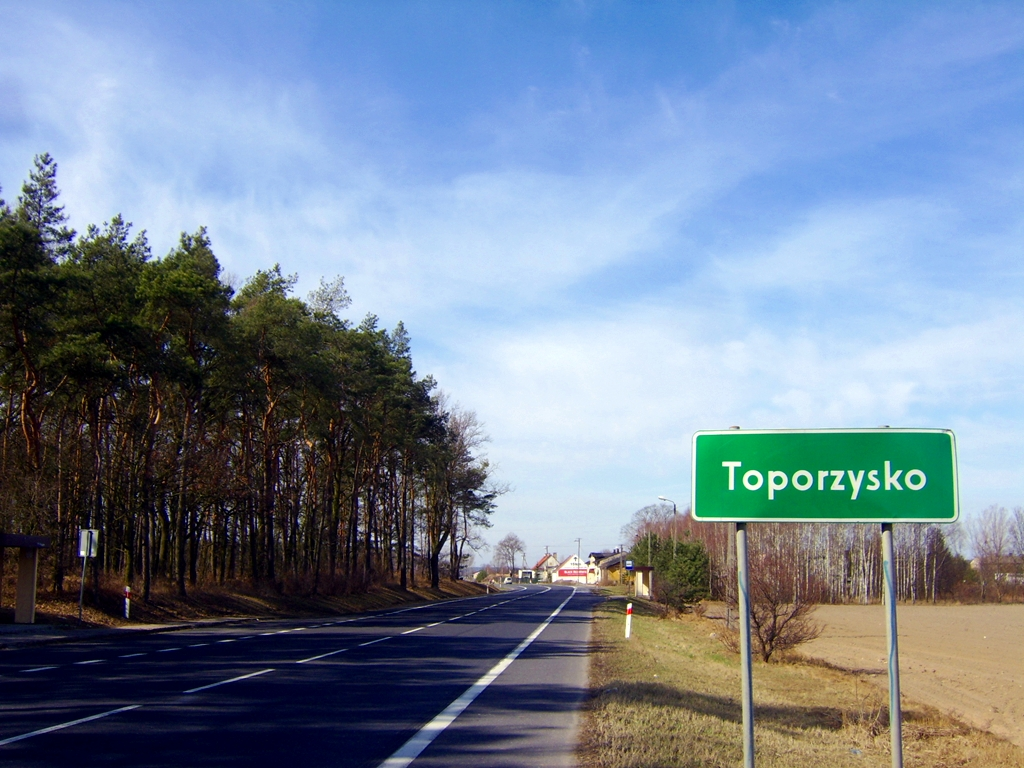
Tablica miejscowości

Toporzysko na mapie z 1755r.

Toporzysko – wieś w Polsce położona w województwie kujawsko-pomorskim, w powiecie toruńskim, w gminie Zławieś Wielka.

## Nazwa
Miejscowość leży na pograniczu Mazowsza oraz Pomorza i związana była historycznie z ziemią chełmińską na Pomorzu Nadwiślańskim. Ma metrykę średniowieczną i istnieje co najmniej od pierwszej połowy XV wieku. Wymieniona została po raz pierwszy w dokumencie z 1405 jako "Thoppericzh, Toppericz, Taporicz, Topperisch", a w 1555 "Toporzisk, Toporzysko, Toporsisk".
Po rozbiorach Polski wieś nosiła także niemieckie nazwy: Amthal, Amtal.

## Historia
Tereny, na których powstała miejscowość były jednak zasiedlone znacznie wcześniej. W okolicy archeolodzy odnaleźli pozostałości wczesnośredniowiecznego grodziska.
Od 1226 po sprowadzeniu na Mazowsze zakonu krzyżackiego przez księcia Konrada I mazowieckiego tereny, na których leży miejscowość w XIII-XV wieku znalazły się we władaniu krzyżaków. Około 1423-1424 znajdowała się w prokurii bierzgłowskiej z siedzibą w Bierzgłowie.
W 1405 i w 1411 odnotowana jako własność Kristiana z Toporzyska. Pierwszy zapis związany ze wsią mówi o tym, że  1405 Kirstan wziął udział w wyprawie na Gotlandię, za ktorą otrzymał 7 grzywien odszkodowania za konia. W 1409 otrzymał 5 grzywien za konia w wyprawie na Dobrzyń. W 1414 w czasie wojny głodowej jaką prowadził zakon z Koroną Królestwa Polskiego w miejscowości odnotowano szkody wojenne na kwotę 200 grzywien, a później na 1200 grzywien. Wieś została wówczas spalona. W latach 1423-1424 Toporzysko było wsią rycerską liczącą 33 łany, a jej właściciel był zobowiązany do służby zakonowi w zbroi lekkiej.
W 1466 na mocy traktatu toruńskiego podpisanego po zakończonej wojnie trzynastoletniej miejscowość została włączona do Korony. W 1522 bracia: Jerzy von Heselecht (z Leszcza) oraz Jan, Mikołaj i Augustyn von Launaw (z Suchostrzyg) sprzedali 15 łanów w Toporzysku oraz pół łąki zwanej "Teschna" lub "Jeszna" medykowi Michałowi Krauszowi. W 1523 Krausz sprzedał 5 łanów Hansowi von de Brücken. W 1538 Marcin Bande sprzedał Janowi Głuchowskiemu 20 łanów za 800 grzywien. W 1543 Mikołaj Heselicht (z Leszcza) sprzedał swemu bratu Krystanowi 5 łanów za 150 grzywien. W 1554 Stanisław Głuchowski sprzedał za 100 grzywien czynsz 6 grzywien z 4 łanów w Toporzysku altarii św. Michała w katedrze chełmżyńskiej. W 1570 Elżbieta Leska posiadała we wsi 10 łanów uprawianych przez chłopów, karczmę, 5 komorników, dwóch zagrodników. We wsi odnotowano także jednego wolnego rzemieślnika.
Wskutek I rozbioru Polski w 1772, miejscowość przeszła pod władanie Prus i jak cała ziemia chełmińska znalazła się w zaborze pruskim.

## Obecnie
W latach 1975–1998 miejscowość położona była w województwie toruńskim. Według Narodowego Spisu Powszechnego (III 2011 r.) liczyła 688 mieszkańców. Jest dziesiątą co do wielkości miejscowością gminy Zławieś Wielka. Na terenie wsi zlokalizowany jest nieczynny cmentarz ewangelicki.